# Samah Soula
Pour les articles homonymes, voir Soula.
Samah Soula est une grand reporter française pour la chaîne de télévision France 2.

## Biographie
Samah Soula est diplômée du CELSA, grande école de communication et de journalisme qui dépend de l'Université Paris IV-Sorbonne, après avoir obtenu une licence de droit international. Elle parle couramment 4 langues. En sortant du Celsa, elle commence par faire des reportages directement orientés vers l'actualité internationale. Elle intègre l'AITV (Agence internationale d'images de télévision) et y travaille entre 1997 et 2001. Elle parcourt l'Afrique et développe un goût pour les reportages en zones compliquées : Nigeria, Algérie des années noires.
En 2004, elle intègre le service enquêtes et reportages de France 2. Elle est très vite envoyée sur le terrain, notamment au Sri Lanka pour le tsunami de 2004. En 2005 elle fait de nombreux reportages en Syrie et au Liban après l'assassinat de Rafiq Hariri en 2005. Elle couvre la guerre au Liban en 2006. Elle est envoyée dans les montagnes du Pakistan pour couvrir un tremblement de terre dévastateur.
En 2008, elle passe presque un an en Chine au bureau de France 2 pour les Jeux olympiques de Pékin, couvre le tremblement de terre du Sichuan qui fait 80 000 morts, le scandale du lait empoisonné. La même année elle couvre l'élection de Barack Obama à Chicago. La journaliste participe à de nombreuses émissions spéciales en direct : 14 juillet, mariage du Prince Albert, Jubilée de la reine Élisabeth II....
Elle est envoyée spéciale dès les premiers jours des Printemps arabe en Tunisie en 2010–2011[réf. nécessaire] : Tunisie, Libye, Égypte. Elle couvre pour France 2 la guerre de 2012 et la guerre 2014 à Gaza en restant sur place pendant plus d'un mois de conflit. Elle réalise de nombreux reportages sur la guerre contre Daesh en se rendant en Irak, en Syrie et Turquie.
En 2016, elle reprend la présentation du magazine Un œil sur la planète. Le magazine devient bimensuel, et est diffusé en alternance avec L'Angle éco de François Lenglet,. Cela faisait déjà plusieurs années qu'elle fournissait des sujets pour l'émission. Elle continue en parallèle son travail de reporter pour les journaux télévisés de la chaîne France 2[réf. nécessaire].